# Wellington de Oliveira Monteiro
Wellington Monteiro (* 7. September 1978 in Rio de Janeiro) ist ein ehemaliger brasilianischer Fußballspieler.

## Karriere
Wellington Monteiro begann seine Karriere 1996 beim Bangu AC. Nach drei Jahren wurde er an Paulista FC und 2001 an den Cruzeiro EC nach Belo Horizonte ausgeliehen. In der Saison 2001/02 bekam er einen Vertrag bei der Bangu AC in der Profiliga und wurde 2003 an CR Vasco da Gama ausgeliehen. Dort verbrachte er sein erfolgreichstes Jahr; er gewann u. a. die Copa Libertadores 2006 und die FIFA-Klub-Weltmeisterschaft 2006. In der Saison 2004/05 und 2006 wurde er von SER Caxias do Sul ausgeliehen, 2005 für sechs Ligaspiele von EC Juventude.
2006 ging er für drei Jahre zur SC Internacional in Porto Alegre und absolvierte 53 Ligaspiele. Mit dem Klub gewann er 2006 die Copa Libertadores und die FIFA-Klub-Weltmeisterschaft. Nach zwei Jahren wechselte er 2008 zum Fluminense FC in seine Heimatstadt. Ab 2010 stand er bei Goiás EC unter Vertrag. In der Saison 2011 unterzeichnete er einen Vertrag bei CA Linense. Beim Guarani FC stand er von 2012 bis 2013 unter Vertrag. 2014 ging er zu Audax Rio de Janeiro. Im Anschluss tingelte er weiter durch unterklassige Klubs seiner Heimat. Seine letzte Station war 2018 der CE Lajeadense.

## Erfolge
Internacional
- Copa Libertadores: 2006
- FIFA-Klub-Weltmeisterschaft: 2006
- Recopa Sudamericana: 2007